# Denis Sergejewitsch Kostin
Denis Sergejewitsch Kostin (russisch Денис Сергеевич Костин; * 21. Juni 1995 in Omsk) ist ein russischer Eishockeytorwart, der seit Mai 2019 erneut beim HK Awangard Omsk in der Kontinentalen Hockey-Liga unter Vertrag steht und bei Ischstal Ischewsk eingesetzt wird.

## Karriere
Denis Kostin stammt aus dem Nachwuchsteam Omskije Jastreby in der Molodjoschnaja Chokkeinaja Liga. Im Laufe der Saison 2013/14 debütierte er in der KHL für den HK Awangard Omsk.
Zwischen 2016 und 2018 spielte er vor allem beim Farmteam von Awangard, dem HK Sary-Arka Karaganda, in der Wysschaja Hockey-Liga. Im Juli 2018 verließ er seinen Heimatverein und wurde von Torpedo Nischni Nowgorod, für den er zwölf KHL-Partien absolvierte und parallel beim HK Sarow in der Wysschaja Hockey-Liga eingesetzt wurde. Im Mai 2019 kehrte Kostin zu Awangard zurück.
Kostin vertrat sein Land bei der U20-Weltmeisterschaft 2015 auf U20-Niveau und gewann dabei mit der russischen Mannschaft die Silbermedaille.

## Erfolge und Auszeichnungen
- 2015 Silbermedaille bei der U20-Weltmeisterschaft